# Grafenried BE
| BE ist das Kürzel für den Kanton Bern in der Schweiz. Es wird verwendet, um Verwechslungen mit anderen Einträgen des Namens Grafenried zu vermeiden. |

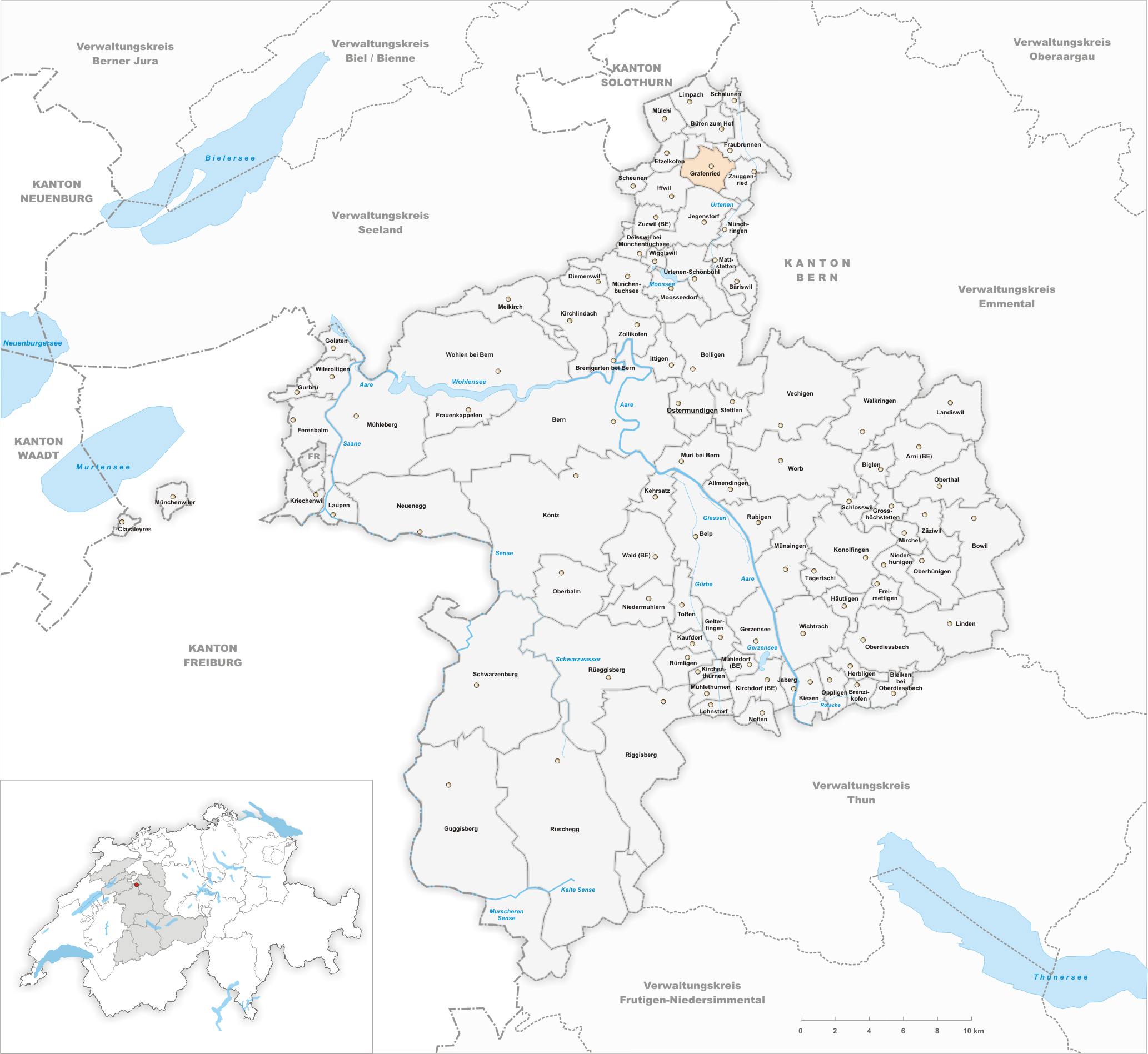
Gemeindestand vor der Fusion am 1. Januar 2014

Grafenried ist ein Ort in der politischen Gemeinde Fraubrunnen im Verwaltungskreis Bern-Mittelland des Kantons Bern in der Schweiz. Bis zum 31. Dezember 2013 war Grafenried eine eigene politische Gemeinde. Am 1. Januar 2014 fusionierte diese mit den Gemeinden Büren zum Hof, Etzelkofen, Fraubrunnen, Limpach, Mülchi, Schalunen und Zauggenried zur neuen Gemeinde Fraubrunnen.

## Geographie
Grafenried liegt auf 520 m ü. M., neun Kilometer westnordwestlich von Burgdorf und 15 Kilometer nordnordöstlich der Kantonshauptstadt Bern (Luftlinie). Das Haufendorf erstreckt sich in einer Talmulde im östlichen Teil des Rapperswiler Plateaus, im Schweizer Mittelland.
Die Fläche des 4,7 km² grossen ehemaligen Gemeindegebiets umfasst einen Abschnitt des zentralen Berner Mittellandes. Der Hauptteil des Gebietes wird von der breiten Mulde von Grafenried eingenommen, die nach Nordosten zur Urtenen entwässert wird und auf den drei übrigen Seiten von ausgedehnten Wäldern umgeben ist. Nach Norden erstreckt sich der Boden Grafenrieds in den Wald des Eichsberges (547 m ü. M.), nach Westen über einen sanft ansteigenden Hang des Rapperswiler Plateaus bis auf die Höhe des Buech-Ischlag, auf dem mit 592 m ü. M. der höchste Punkt von Grafenried erreicht wird. Im Süden und Südosten gehören Teile des Hambüelwaldes (546 m ü. M.) und des Loonwaldes (544 m ü. M.) zum Ort. Von der Gemeindefläche entfielen 1997 10 % auf Siedlungen, 35 % auf Wald und Gehölze und 55 % auf Landwirtschaft.
Zu Grafenried gehören das Wohnquartier Nüechteren (550 m ü. M.) am Ostabhang des Rapperswiler Plateaus, die Weiler Buechhof (542 m ü. M.) und Stöckgass (531 m ü. M.) in der Mulde südwestlich des Dorfes, das Quartier Bachtelen leicht erhöht westlich des Dorfes und einige Einzelhöfe. Nachbargemeinden bzw. ‑ortschaften von Grafenried sind Fraubrunnen (Ortsteil), Zauggenried, Jegenstorf, Iffwil und Etzelkofen.

## Bevölkerung
Mit 947 Einwohnern (Stand 31. Dezember 2007) gehörte Grafenried zu den kleineren Gemeinden des Kantons Bern. Von den Bewohnern waren im Jahr 2000 95,9 % deutschsprachig, 1,7 % französischsprachig, und 0,3 % sprachen Italienisch. Die Bevölkerungszahl von Grafenried belief sich 1850 auf 640 Einwohner, 1900 noch auf 556 Einwohner. Im Verlauf des 20. Jahrhunderts stieg die Bevölkerungszahl langsam an. Seit 1980 (648 Einwohner) wurde eine deutliche Bevölkerungszunahme verzeichnet.

## Politik
Die Stimmenanteile der Parteien anlässlich der Nationalratswahlen 2011 betrugen: BDP 25,0 %, SVP 20,2 %, SP 15,4 %, GPS 8,4 %, EVP 7,8 %, glp 6,8 %, FDP 6,0 %, EDU 4,5 %, CVP 2,1 %.

## Wirtschaft
Grafenried war bis in die zweite Hälfte des 20. Jahrhunderts ein vorwiegend durch die Landwirtschaft geprägtes Dorf. Noch heute haben der Ackerbau, der Obstbau sowie die Milchwirtschaft und die Forstwirtschaft einen wichtigen Stellenwert in der Erwerbsstruktur der Bevölkerung. Weitere Arbeitsplätze sind im lokalen Kleingewerbe und im Dienstleistungssektor vorhanden. In Grafenried sind heute Betriebe der Elektrobranche, des Baugewerbes, der Informatik, der Holzverarbeitung, des Gartenbaus vertreten, und es gibt mechanische Werkstätten. In den letzten Jahrzehnten hat sich das Dorf zu einer Wohngemeinde entwickelt. Viele Erwerbstätige sind deshalb Wegpendler, die hauptsächlich in der Agglomeration Bern arbeiten.

## Verkehr
Grafenried ist verkehrsmässig recht gut erschlossen. Die Ortschaft liegt an der alten Hauptstrasse von Bern nach Solothurn. Der nächste Anschluss an die Autobahn A1 (Bern–Zürich) befindet sich rund 6 km vom Ortskern entfernt. Am 10. April 1916 wurde der Abschnitt Zollikofen–Solothurn, der heute vom Nahverkehrsunternehmen Regionalverkehr Bern–Solothurn betrieben wird, mit einem Bahnhof in Grafenried in Betrieb genommen. Die Züge verkehren im Halbstundentakt nach Bern und Solothurn.

## Geschichte

Luftbild (1958)

Aufnahme der Kirche Grafenried, 1914–1918

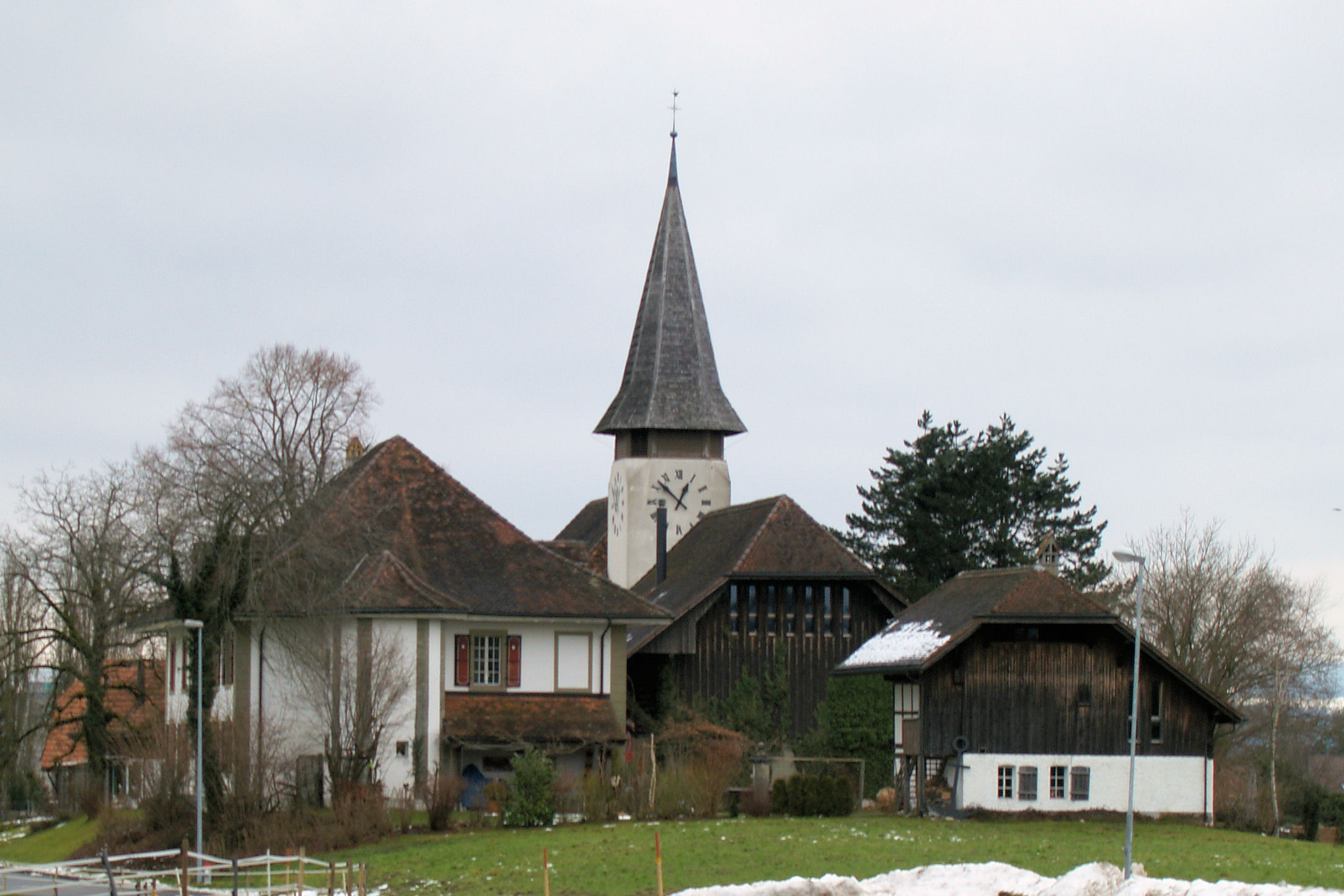
Kirche von Grafenried

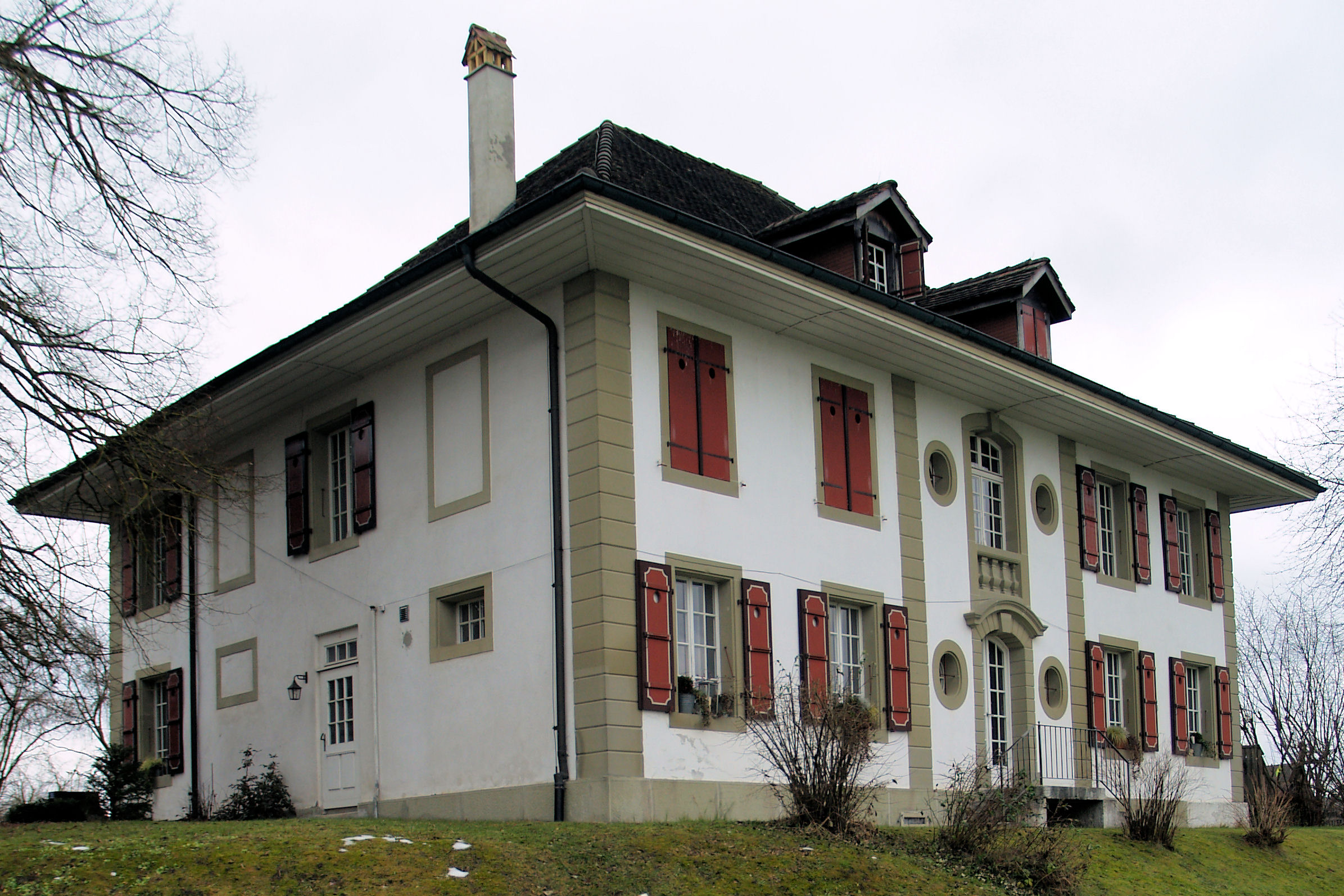
Pfarrhaus

Ausgrabungen von Tumuli aus der Hallstattzeit im Eichsbergwald und vermutlich Überreste eines römischen Gutshofes auf dem Wittenbergfeld zeugen von einer frühen Besiedlung des Gebietes von Grafenried. Die erste urkundliche Erwähnung des Ortes erfolgte 1258 unter dem Namen Gravenriet; von 1262 ist die Bezeichnung Riede und von 1272 Gravinriet überliefert. Der Ortsname geht auf das althochdeutsche Wort riod (Rodung) zurück. Das Bestimmungswort Grafen- wurde zur Unterscheidung von benachbarten Orten desselben Namens (Zauggenried, Kernenried) eingeführt. Es bezieht sich auf die Güter der Grafen von Thierstein.
Seit dem Mittelalter war Grafenried im Besitz der Grafen von Thierstein, gelangte jedoch in der zweiten Hälfte des 13. Jahrhunderts zum Eigentum des Klosters Fraubrunnen und damit unter die Kastvogtei der Kyburger. Ab 1406 stand Grafenried unter Berner Oberhoheit und wurde 1528 nach der Säkularisation der Abtei Fraubrunnen der Landvogtei Fraubrunnen im Landgericht Zollikofen zugeordnet. Nach dem Zusammenbruch des Ancien Régime (1798) gehörte Grafenried während der Helvetik zum Distrikt Zollikofen und ab 1803 zum Oberamt Fraubrunnen, das mit der neuen Kantonsverfassung von 1831 den Status eines Amtsbezirks erhielt.
Im Jahr 1850 brannten bei einem Dorfbrand im Oberdorf sieben Häuser ab (Bernstrasse 8, 10, 13, 14, 16, 17 und Dorfstrasse 1). Im Jahr 1916 brannten bei einem Dorfbrand im Hinterdorf vier Bauernhäuser ab (Hinterdorf 1, 2, 4 und 6).

## Sehenswürdigkeiten
Auf einer Anhöhe nördlich des Dorfes, dicht an der Grenze zu Fraubrunnen, steht die reformierte Pfarrkirche. Sie geht im Kern auf einen Bau aus dem 8. Jahrhundert zurück, gehörte seit 1258 zum Besitz des Klosters Fraubrunnen und war seit 1535 (Abbruch der Klosterkirche) Pfarrkirche von Fraubrunnen und Grafenried. Ihre heutige Gestalt erhielt die Kirche beim Neubau im Jahr 1747. Sie birgt barockes Chorgestühl und einen Taufstein aus derselben Epoche. Zusammen mit dem Pfarrhaus (1737) und dem heutigen Kirchgemeindehaus, einem 1978 umgebauten Pfrundhaus von 1813–14, bildet sie eine bemerkenswerte Gebäudegruppe.
Der Ortskern von Grafenried gehört zu den schützenswerten Ortsbildern von nationaler Bedeutung und weist zahlreiche charakteristische Bauernhäuser im bernischen Landstil aus dem 17. bis 19. Jahrhundert auf.